# Želkovice
Želkovice település Csehországban, Lounyi járásban. Želkovice Třebívlice, Libčeves és Děčany településekkel határos. Lakosainak száma 91 fő (2024. január 1.).

## Népesség
A település lakosságának változását az alábbi diagram mutatja:
| Lakosok száma | 201  | 175  | 173  | 109  | 91   | 99   | 88   | 90   | 95   | 91   |
|               | 1869 | 1900 | 1921 | 1961 | 1980 | 2011 | 2016 | 2019 | 2021 | 2024 |